# کوه برهات
کوه برهات (به انگلیسی: Bearhat Mountain) یک کوه در ایالات متحده آمریکا است که در مونتانا واقع شده‌است. کوه برهات ۲٬۶۴۸٫۴۴ متر بالاتر از سطح دریا واقع شده‌است.